# Saint Ann
Saint Ann é uma paróquia da Jamaica localizada no condado de Middlesex, sua capital é a cidade de Saint Ann's Bay. Nesta paróquia localiza-se a cidade de Nine Mile, onde nasceu o Rei do Reggae Bob Marley.BoB viveu uma pequena parte de sua infancia em saint ann e logo depois se mudou para Trenchtown.